# Rothenstadt
Rothenstadt ist seit der Gebietsreform 1978 ein Teil der Stadt Weiden in der Oberpfalz. Davor war es eine Gemeinde mit den Gemeindeteilen Rothenstadt, Ullersricht, Neubau, Maierhof, Haselhöhe und Sperlhammer. An die frühere Selbständigkeit erinnert das ehemalige Rathaus.

## Geographie
Südlich von Weiden liegen die Gemeindeteile Rothenstadt und Ullersricht ohne eigentlichen Ortskern entlang der früheren Bundesstraße 15. Den westlichen Rand der Siedlung markiert die Bahnstrecke Regensburg–Weiden, wobei ein früherer Haltepunkt im südlichen Teil Rothenstadts nicht mehr existiert.
Im Osten verläuft die Autobahn 93.
Der Stadtteil Rothenstadt umfasst heute die Gemeindeteile Rothenstadt, Ullersricht, Neubau, Maierhof und Mallersricht (1972 eingemeindet) mit Ziegelhütte.

## Geschichte
Rothenstadt war Sitz einer Hofmark der Herren von Sazenhofen. Die politische Gemeinde Rothenstadt wurde 1818 durch das Gemeindeedikt in Bayern errichtet. Am 1. Januar 1914 wurde ein Teil der aufgelösten Gemeinde Moosbürg eingegliedert. Am 1. Juli 1972 wurde Mallersricht eingemeindet. Rothenstadt wurde am 1. Mai 1978 nach Weiden in der Oberpfalz (Geschichte) eingemeindet. Bei der Eingemeindung nach Weiden wurden die Gemeindeteile Haselhöhe und Sperlhammer an die Gemeinde Luhe-Wildenau abgetreten.

## Sehenswürdigkeiten
- Evangelisch-lutherische Pfarrkirche St. Bartholomäus
Chorturmkirche, am Portal bezeichnet mit „1737“, im Kern mittelalterlich; die Kirche war eine Simultankirche, das Simultaneum wurde 1910 aufgelöst
- Katholische Pfarrkirche St. Marien
- Burgstallhügel Keckenburg mit Gruftkapelle; im Zentrum einer Wallanlage, welche direkt am Westufer der Waldnaab und der Verbindungsstraße zum Nachbarort Pirk liegt, steht die Gruftkapelle derer von Sazenhofen. Sie ist ein Backsteinbau aus Werksteinen im neugotischen Stil und stammt aus dem Jahr 1863. Entlang des Fußwegs zur Gruftkapelle, auf dem man sich aus westlicher Richtung nähert, befindet sich der sogenannte Kreuzweg. Die einzelnen Stationen bestehen aus Granitblöcken mit gusseisernen Reliefs.
- Das Rothenstädter Schloss befindet sich am Westufer der Waldnaab und war als Sitz einer Hofmark im Besitz der Herren von Sazenhofen. Heute ist es in Privatbesitz und für die Öffentlichkeit nicht zugänglich. Der jüngeren Bevölkerung ist es nur durch die Pforte in der Kirchenstraße und die umgebende Mauer bekannt.

## Persönlichkeiten
- Willibald Moser (1934–2011), in Rothenstadt geborener Lehrer und Politiker, Mitglied des Bayerischen Landtags